# Emily Siedeberg
Emily Hancock Siedeberg-McKinnon (17 février 1873 - 13 juin 1968) est une médecin et directrice d'hôpital néo-zélandaise. Elle a également été la première femme diplômée en médecine du pays.

## Vie et carrière
Siedeberg est née en 1873 à Clyde, Otago, Nouvelle-Zélande. Elle était le troisième enfant de la quaker irlandaise Anna Thompson et de Franz David Siedeberg, un architecte juif allemand qui avait émigré en Nouvelle-Zélande en 1861 et s'était lancé dans l'exploitation minière. Quand Emily avait trois ans, la famille s'est installée à Dunedin, son père devenant un entrepreneur en bâtiment à succès. Emily a fait ses études à l'école normale et au lycée pour filles d'Otago (en), où elle a obtenu une bourse du conseil d'administration. Dès son plus jeune âge, elle a accepté le dicton de son père selon lequel elle devrait suivre une formation de médecin.
Encouragée par son père, elle étudie la médecine, devenant la première femme à entrer en faculté de médecine en 1891, à la faculté de médecine de l'Université d'Otago. Bien que le doyen, John Halliday Scott (en), ait hésité à admettre Siedeberg, le conseil de l'université a décidé que l'école était ouverte aux hommes et aux femmes. L'opposition à laquelle Siedeberg a été confrontée était mineure par rapport à celle reçue par les femmes essayant de s'inscrire à des diplômes de médecine à l'étranger. L'expérience de Siedeberg a été facilitée lorsqu'elle a été rejointe en deuxième année par Margaret Cruickshank.
Siedeberg est diplômée de la faculté de médecine de l'Université d'Otago en 1896,. Elle a fait ses études supérieures en obstétrique, gynécologie et maladies infantiles à l'hôpital Rotunda de Dublin et à Berlin. Après une formation postdoctorale et une expérience professionnelle à l'étranger, elle s'est finalement inscrite en tant que médecin et a ouvert un cabinet privé à Dunedin, avec l'aide financière de son père. Elle a été nommée surintendante médicale à l'hôpital St Helens de Dunedin (en) et a servi de 1905 à 1938.
Le Dr Siedeberg était active dans le travail communautaire et social. Membre fondatrice de la branche de Dunedin de la Société néo-zélandaise pour la protection des femmes et des enfants en 1899, elle a été présidente de la branche de Dunedin de 1933 à 1948 et est devenue présidente honoraire à vie en 1949.

## Fondatrice
Siedeberg a également été membre fondateur de l'Association des femmes de l'Université d'Otago, de la Fédération néo-zélandaise des femmes universitaires, de la Townswomen's Guild (en), du conseil national des femmes de Nouvelle-Zélande (en) (branche de Dunedin) (1918), de la New Zealand Medical Women's Association (1921) dont elle est également la première présidente, de l'Association commémorative des femmes pionnières d'Otago
Par ailleurs elle est déléguée à la première Conférence pan-pacifique des femmes.

## Vie privée
Siedeberg a épousé James Alexander McKinnon à Los Angeles le 8 octobre 1928 et s'est appelée EH Siedeberg McKinnon et Emily H. Siedeberg-McKinnon . Ils n'avaient pas d'enfants. Il est mort en 1949. En 1924, Siedeberg-McKinnon accouche de Janet Frame, l'auteure et scénariste néo-zélandaise.
Siedeberg est décédée au siège de la Presbyterian Social Service Association à Oamaru, en Nouvelle-Zélande, le 13 juin 1968, à l'âge de 95 ans.

## Reconnaissance
Siedeberg a reçu le titre de membre à vie de la branche néo-zélandaise de la British Medical Association (1929) et de la New Zealand Registered Nurses' Association (1939), ainsi qu'une médaille du jubilé d'argent de George V (1935). Dans les honneurs du Nouvel an 1949 (en), elle a été nommée Commandeur de l'Ordre de l'Empire britannique pour ses services dans le domaine de la médecine et du bien-être des femmes.
La rue Emily Siedeberg Place à Dunedin a été nommée en son honneur en 1993, dans le cadre de l'année du centenaire du droit de vote. Siedeberg Drive à Flat Bush, Auckland, a également été nommé en son honneur. En 2017, Siedeberg a été sélectionnée comme l'une des « 150 femmes en 150 mots » de la Royal Society Te Apārangi, célébrant les contributions des femmes au savoir en Nouvelle-Zélande.